# 2010 en Suisse
Chronologie de la Suisse
- 2006
- 2007
- 2008
- 2009
- 2010
- 2011
- 2012
- 2013
- 2014

2008 par pays en Europe - 2009 par pays en Europe - 2010 par pays en Europe - 2011 par pays en Europe - 2012 par pays en Europe
2008 en Europe - 2009 en Europe - 2010 en Europe - 2011 en Europe - 2012 en Europe

## Gouvernement au1erjanvier 2010
- Conseil fédéral[1]:
  - Doris Leuthard, (PDC/AG), présidente de la Confédération
  - Moritz Leuenberger, (PS/ZH), vice-président de la Confédération
  - Micheline Calmy-Rey, (PS/GE)
  - Eveline Widmer-Schlumpf, (PBD/GR)
  - Ueli Maurer, (UDC/ZH)
  - Hans-Rudolf Merz, (PLR/AR)
  - Didier Burkhalter, (PLR/NE)

## Faits marquants

### Janvier
- 1er janvier 2010 : la TSR et la RSR fusionnent pour devenir la RTS.

### Février
- 13 février 2010 : jeux olympiques de Vancouver  (saut à ski) : Simon Ammann remporte la médaille d'or sur le petit tremplin
- 15 février 2010 :
  - jeux olympiques de Vancouver  (ski alpin) : Didier Défago remporte la médaille d'or de la descente ;
  - jeux olympiques de Vancouver  (ski de fond) : Dario Cologna remporte la médaille d'or du 15 km libre.
- 20 février 2010 : jeux olympiques de Vancouver (saut à ski) : Simon Ammann remporte une deuxième médaille d'or sur le grand tremplin, la quatrième médaille d'or de sa carrière.
- 23 février 2010 : jeux olympiques de Vancouver  (ski alpin) : Carlo Janka remporte la médaille d'or du slalom géant.
- 27 février 2010 : l'équipe de Suisse masculine remporte la médaille de bronze du tournoi olympique de curling.
- 28 février 2010 : les Jeux Olympiques de Vancouver se terminent avec 9 médailles pour la délégation Suisse

### Mars
- 7 mars 2010  : le peuple suisse accepte par 77,2 % l' Arrêté fédéral du 25.09.2009 relatif à un article constitutionnel concernant la recherche sur l'être humain, il refuse l' Initiative pour l'institution d'un avocat de la protection des animaux par 70,5 % et rejette, contre l'avis du Conseil fédéral, la baisse du taux de conversion minimal de la LPP.

### Avril
- 7 avril 2010 : le prototype de l'avion solaire Solar Impulse décolle pour la première fois pour un vol d'essai à l'aérodrome militaire de Payerne
- 18 avril 2010 : un policier suisse abat un jeune voleur de voiture français à l'issue d'une course-poursuite sur l'Autoroute A1. L'affaire, que la presse suisse nommera "Drame de l'A1" ou "Fusillade de l'A1", donne lieu à des manifestations pour dénoncer la violence policière et aboutira, six ans après les faits, à l'acquittement du policier[2].

### Juin
- 14 juin 2010 : l'homme d'affaires Max Göldi est de retour en Suisse après avoir été retenu en otage durant deux ans par les autorités libyennes.
- 28 juin 2010 : décès de l'industriel Nicolas Hayek.

### Septembre
- 21 septembre 2010 : décès de Mgr Bernard Genoud, évêque du diocèse de Lausanne, Genève et Fribourg, à l'âge de 68 ans.
- 22 septembre 2010 : Johann Schneider-Ammann (PLR) est élu au Conseil fédéral en remplacement de Hans-Rudolf Merz tandis que Simonetta Sommaruga (PS) remplace Moritz Leuenberger. Pour la première fois dans l'histoire, les femmes sont majoritaires au Conseil Fédéral.

### Octobre
- 15 octobre 2010 : après 14 ans de travaux, le percement du tunnel de base du Saint-Gothard est terminé. Avec ses 57 kilomètres, il est le plus long du monde.

### Novembre
- 28 novembre 2010 : acceptation en votation populaire de l'initiative « Pour le renvoi des étrangers criminels ».

## Évènements prévus

### Janvier
Jeudi 21 janvier 2010
- Début des Journées cinématographiques de Soleure.

Mercredi 27 janvier 2010
- Début du Forum économique mondial à Davos.

### Mars
Mercredi 3 mars 2010
- Match amical de football Suisse-Uruguay.

Dimanche 7 mars 2010
- Votations fédérales. Arrêté fédéral relatif à un article constitutionnel concernant la recherche sur l’être humain du 25 septembre 2009.
- Votations fédérales. Arrêté fédéral concernant l’initiative populaire «Contre les mauvais traitements envers les animaux et pour une meilleure protection juridique de ces derniers (Initiative pour l’institution d’un avocat de la protection des animaux)»

du 25 septembre 2009.
- Votations fédérales. Loi fédérale sur la prévoyance professionnelle vieillesse, survivants et invalidité (LPP) (Taux de conversion minimal).

Jeudi 19 mars 2010
- Ouverture de Baselworld à Bâle.

Dimanche 28 mars 2010
- Elections cantonales à Berne.

### Avril
- 14 au 18 avril : Finale de la coupe du monde de saut d'obstacles à Genève.

### Juin
Samedi 12 juin 2010
- Début du Tour de Suisse cycliste.

 Vendredi 18 juin 
- Vernissage de l’exposition Nicolas de Staël à la Fondation Pierre Gianadda à Martigny.

### Août
Mercredi 4 août 2010
- Début du Festival international du film de Locarno.

### Octobre
Dimanche 3 octobre 2010
- Élections cantonales à Zoug.

22 au 24 octobre
- 13e sommet de la Francophonie à Montreux.

Dimanche 24 octobre 2010
- Élections cantonales dans le Jura.